# Márcia Barros
Márcia Barros (Recife, Pernambuco) é uma atriz  brasileira.
Atualmente, Márcia está afastada da televisão, dando aula de yoga no Rio de Janeiro.
Seu mais recente trabalho na televisão foi na série teen Malhação, exibida pela Rede Globo, como a professora de química Mariana.

## Filmografia

### Trabalhos na televisão
| Ano  | Título                         | Personagem            |
| ---- | ------------------------------ | --------------------- |
| 1994 | Tropicaliente                  | Inês                  |
| 1995 | Você Decide                    | Participação especial |
| 1996 | Quem É Você?                   | Ângela                |
| 1998 | Brida                          | Helga                 |
| 1998 | Hilda Furacão                  | Dirce                 |
| 1999 | Zorra Total                    | Glorinha              |
| 2000 | O Circo das Qualidades Humanas | Jussara               |
| 2002 | Malhação                       | Mariana               |
| 2003 | Malhação                       | Mariana               |

### Trabalhos no cinema
| Ano  | Título            | Personagem          |
| ---- | ----------------- | ------------------- |
| 1998 | Como ser Solteiro | Mulher do Corcovado |

## No teatro
- Irmão Grimm
- Ritos e Ritmos